# Bumbershoot
 (novembre 2016).
Si vous disposez d'ouvrages ou d'articles de référence ou si vous connaissez des sites web de qualité traitant du thème abordé ici, merci de compléter l'article en donnant les références utiles à sa vérifiabilité et en les liant à la section « Notes et références ».

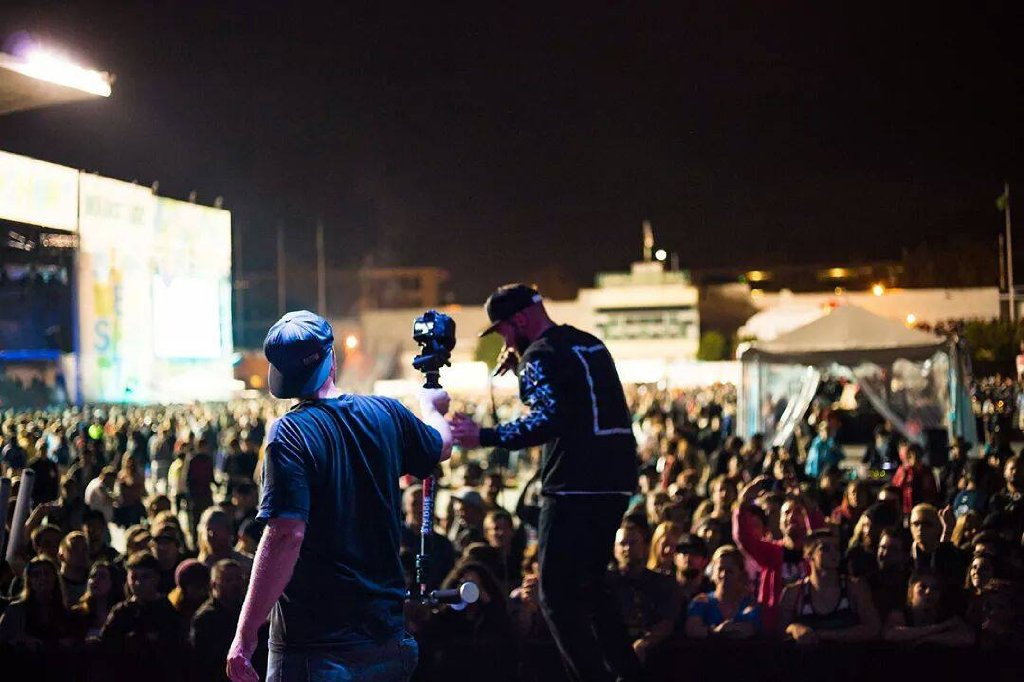
RA Scion au festival Bumbershoot de 2016, filmé par Aaron RF Anderson.

Bumbershoot est un festival international et annuel de musique et d'arts qui se tient au Seattle Center, dans la ville de Seattle, État de Washington. C'est un des plus grands festivals de ce genre en Amérique du Nord. Il a lieu chaque année pendant le weekend du Labor Day. Il est créé en 1971, sous le nom de « Mayor’s Arts Festival » et « Festival 71 ». Il ne prend son nom actuel qu'en 1973.

## Histoire

### Les débuts
Bumbershoot a commencé en tant que festival d'arts et musique avec un financement de la ville de Seattle. Il s'est tenu pour la première fois du 13 au 15 août 1971 au Seattle Center. Cette année-là, l'événement a accueilli 125 000 visiteurs au total, 120 000 selon un journal local. Au milieu de la dépression économique locale déclenchée par le quasi effondrement de Boeing, le festival a tenté de faire revivre la ville. Il a été le plus grand événement tenu au Seattle Center depuis l'Exposition universelle de 1962.

### Fin des années 1970
À la fin des années 1970, le festival tente de se maintenir à flot avec des dons, des ventes d'affiches, de pins et de T-shirts[réf. nécessaire], mais les mauvaises conditions météorologiques nuisent à la fréquentation,. À la suite de problèmes de financements, le festival devient entièrement local en 1976. La durée de l'événement est diminuée, elle passe à deux semaines en 1976. En 1977 le festival ne dure que le temps du weekend du Labor Day, et les premiers tickets payants sont vendus.

### La période One Reel

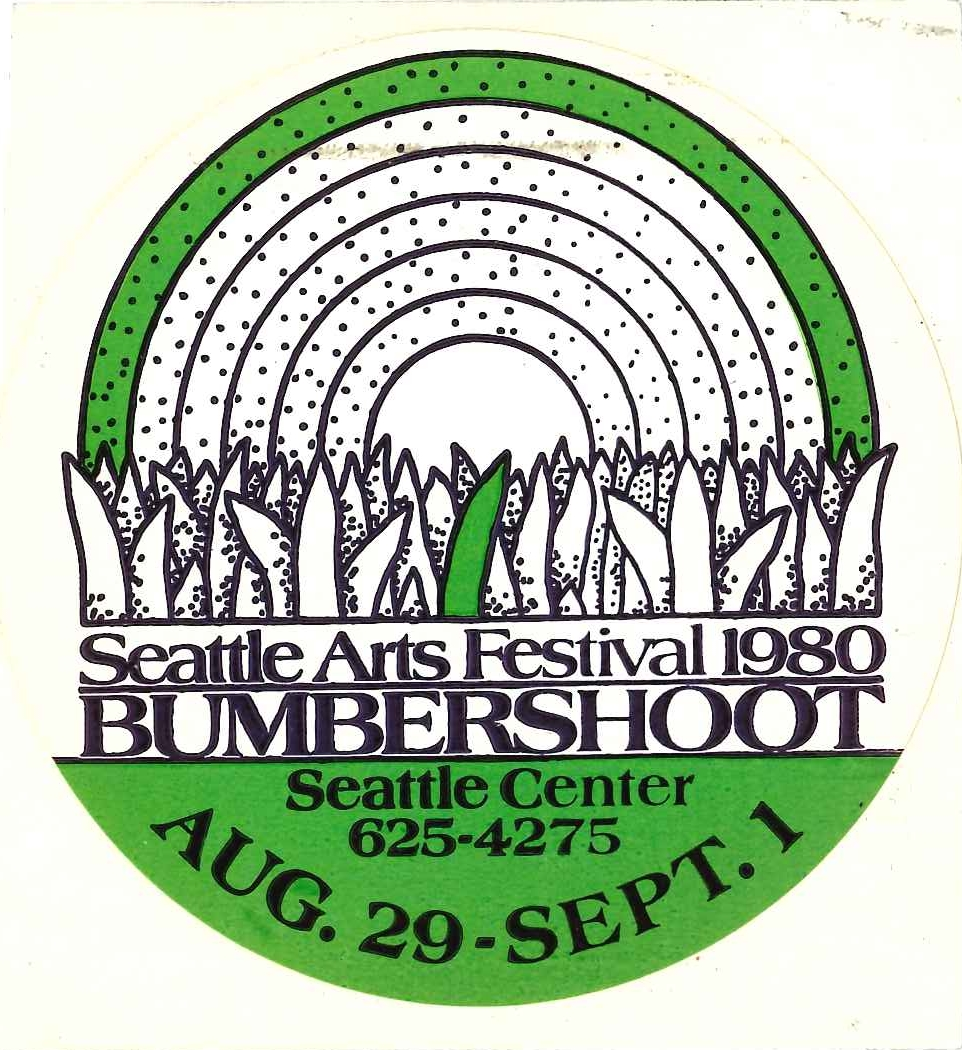
Autocollant bumbershoot 1980

En 1980, la ville emploie l'organisation One Reel pour produire l'événement. Une tentative du milieu des années 1980 par le Seattle Center lui-même pour en reprendre le contrôle a été annulée par le Conseil municipal.
En tant que One Reel Vaudeville Show, l'organisation avait été impliquée dans l'événement dès 1972, mais avec son nouveau rôle de producteur du festival, elle annonce de grands changements. Le festival met en avant les plus grands talents nationaux et internationaux, mais ajoute des frais d'entrée. En 1977, des billets d'entrée payants pour certains événements sont vendus. En 1980, la journée coûte 2,5 $ par jour (bien qu'il y ait eu un « Free Friday », une tradition qui a duré plus d'une décennie). Dans les années qui suivront, le prix des billets augmentera progressivement pour passer à 9 $ en 1992, jusqu'à atteindre 65 $ en 2015. Des billets premium sont introduits, y compris des pass Gold et Platine, qui garantissent une place à certains événements à places limitées, et des sièges VIP pour d'autres événements[réf. nécessaire].
La nouvelle formule comporte des artistes de renommée mondiale tout en continuant à ancrer le festival sur une base de talents de la région du Nord-Ouest de l'Amérique du Nord. Bumbershoot présente des musiciens, des groupes de musique, des films ou de l'art contemporain, de la poésie, de la danse, des arts du cirque, de la contorsion, et du théâtre de rue[réf. nécessaire]. Bien qu'initialement résistant au hip-hop, Bumbershoot présente quelques-uns des premiers spectacles de hip-hop à grande échelle jamais tenu à Seattle, une tradition qui est encore très vivante[réf. nécessaire]. Le One Reel Film Festival, qui se tient au sein de Bumbershoot, célèbre les courts métrages américains indépendants[réf. nécessaire].

### La période AEG Live
One Reel a signé un accord de programmation et de promotion sur trois ans en 2008 avec AEG Live, l'un des plus importants promoteurs de concerts rock et de grands événements. L'accord a permis à AEG d'assister One Reel dans la réservation de concerts et le sponsoring, mais s'est avéré finalement infructueux pour les deux parties.

En tant que plus grande vitrine de la région pour les talents régionaux, Bumbershoot est devenu un événement culturel. Le festival, devenu le festival de musique et d'art le plus ancien de Seattle, a ouvert la voie à d'autres événements, festivals et événements à Seattle. Beaucoup de ceux-ci, tels que le Northwest Folklife Festival qui a été créé au Seattle Center le weekend du Memorial Day neuf mois après le premier Bumbershoot, sont devenus des traditions à part entière.